# Ladoix-Serrigny
Ladoix-Serrigny település Franciaországban, Côte-d’Or megyében. Lakosainak száma 1783 fő (2022. január 1.). Ladoix-Serrigny Magny-lès-Villers, Ruffey-lès-Beaune, Vignoles, Aloxe-Corton, Chorey-les-Beaune, Corgoloin, Pernand-Vergelesses és Villy-le-Moutier községekkel határos.

## Népesség
A település népességének változása:
| Lakosok száma | 1106 | 1311 | 1549 | 1709 | 1842 | 1820 | 1834 | 1809 | 1796 | 1783 |
|               | 1968 | 1982 | 1990 | 2006 | 2013 | 2015 | 2017 | 2019 | 2020 | 2022 |